# نبردهای طبقاتی در فرانسه، ۱۸۵۰–۱۸۴۸

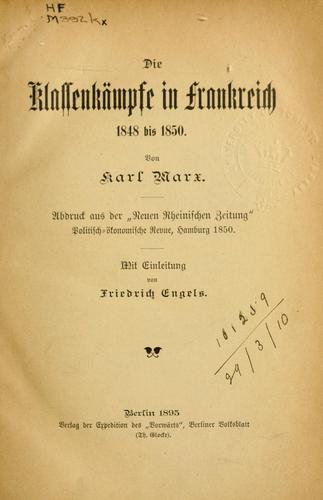
جلد نسخه اصلی 1895 آلمانی اثر کارل مارکس - "مبارزات طبقاتی در فرانسه 1848-1850"

نبردهای طبقاتی در فرانسه، ۱۸۵۰–۱۸۴۸ (انگلیسی: The Class Struggles in France 1848-1850) مجموعه مقالاتی است که کارل مارکس برای نشریه نویه راینیشه زایتونگ در سال ۱۸۵۰ نوشته‌است. این مقالات بار دیگر در سال ۱۸۵۹ توسط فردریش انگلس گردآوری و منتشر شد.

## ترجمه به فارسی
این اثر تحت عنوان "نبردهای طبقاتی در فرانسه"، با ترجمه ی باقر پرهام و توسط انتشارات مرکز، به چاپ رسیده است.